# La Petite Gare
Pour plus de détails, voir Fiche technique et Distribution.
La Petite Gare (Полустанок, Poloustanok) est un film soviétique réalisé par Boris Barnet, sorti en 1963,.

## Fiche technique
- Photographie : Sergueï Polouianov
- Musique : Kirill Moltchanov
- Décors : Vassili Chtcherbak